# 津田真一
津田 真一（つだ しんいち、1938年 - ）は、日本の仏教学者・哲学者。東京都出身。

## 来歴
東京大学文学部を卒業後、同大学大学院人文科学研究科（印度哲学）に進み、修士課程を修了した。Ph.D.(キャンベラ)。文学博士。
専攻はインド密教。日本におけるタントラ仏教(後期インド密教)研究の先駆的存在である。
元日本大学非常勤講師、大正大学非常勤講師、ロンドン大学講師等。元国際仏教学大学院大学教授。東方学院講師。
著作に『反密教学』、『アーラヤ的世界とその神』等。